# RMN du deutérium
La RMN du deutérium est la spectroscopie RMN du deutérium (2H ou D), un isotope de l'hydrogène. Le deutérium est un isotope avec spin = 1, contrairement au proton qui est spin = 1/2. La RMN du deutérium a une plage de déplacement chimique similaire à la RMN du proton mais avec une moins bonne résolution. Elle peut être utilisée pour vérifier l'efficacité d'une deutération : un composé deutéré montrera un pic en RMN du deutérium mais pas en RMN du proton.
La spectroscopie RMN du deutérium est assez facile à mener puisque chaque sonde possède un canal deutérium pour locker la fréquence de base et un canal proton. Il suffit de locker sur le proton et de détecter le deutérium pour obtenir un spectre du deutérium.